# D.J. Laster
Daniel Ray Laster jr., detto D.J. (Pensacola, 16 agosto 1996), è un cestista statunitense.